# Dióshalom
Dióshalom (1890-ig Szürgyefalu, románul Șurdești) falu Romániában, Máramaros megyében.

## Fekvése
Nagybányától 19 km-re délkeletre fekszik, Lacfaluhoz tartozik, melytől 5 km-re délkeletre van.

## Története
Az erdőkkel, hegyekkel körülvett településa Pyatu Rosi hegy alatti völgyven fekszik, és a Kapnik patak folyik át rajta. Régi neve Sürgyefalu volt 1411-ben Swrgyanfalwa néven említik először, 1491-ben pedig nevét Swryanfalva néven írták.
Az ősi telepítésű község régen a nagybányai és a felsőbányai kincstári uradalomhoz tartozott, s még a 20. század elején is oda számították.
A 18. század elején itt folyt harcokban a falu majdnem elpusztult, de nem sokkal újjáépülése után 1738-ban már görögkatolikus templomot is épített.
A község Sólyomkő nevű dűlőjéhez egy legenda fűződik.
Ugyancsak az itteni határban találhatók azok az érdekes alakú kősziklák, melyeket a helyi lakosság kőkazlaknak tart, és érdekes legendát is tud róluk: „…Mikor Szent Péter itt járt, azzal büntette meg a falu egyik gazdálkodóját, aki vasárnap is szénát rakott kazalba, hogy összes kazlát kővé változtatta…”
1910-ben 934, túlnyomórészt román lakosa volt. A trianoni békeszerződésig Szatmár vármegye Nagybányai járásához tartozott.

## Látnivalók
- Szent Mihály és Gábriel arkangyaloknak szentelt görögkatolikus temploma 1721-ben épült. 54 m-es fatornya 1996-ig (ekkor épül Barcánfalván 62 m-es tornyú, később pedig Szaploncán 75 m-es toronnyal fatemplom) Európa legmagasabb fatornya volt. Egyike annak a nyolc építménynek, amelyek közösen kerültek a világörökség listájára Máramaros fatemplomai néven.
- Kőkazlak.

## Híres szülöttei
- Constantin Dipșe festő[1]

## Képgaléria

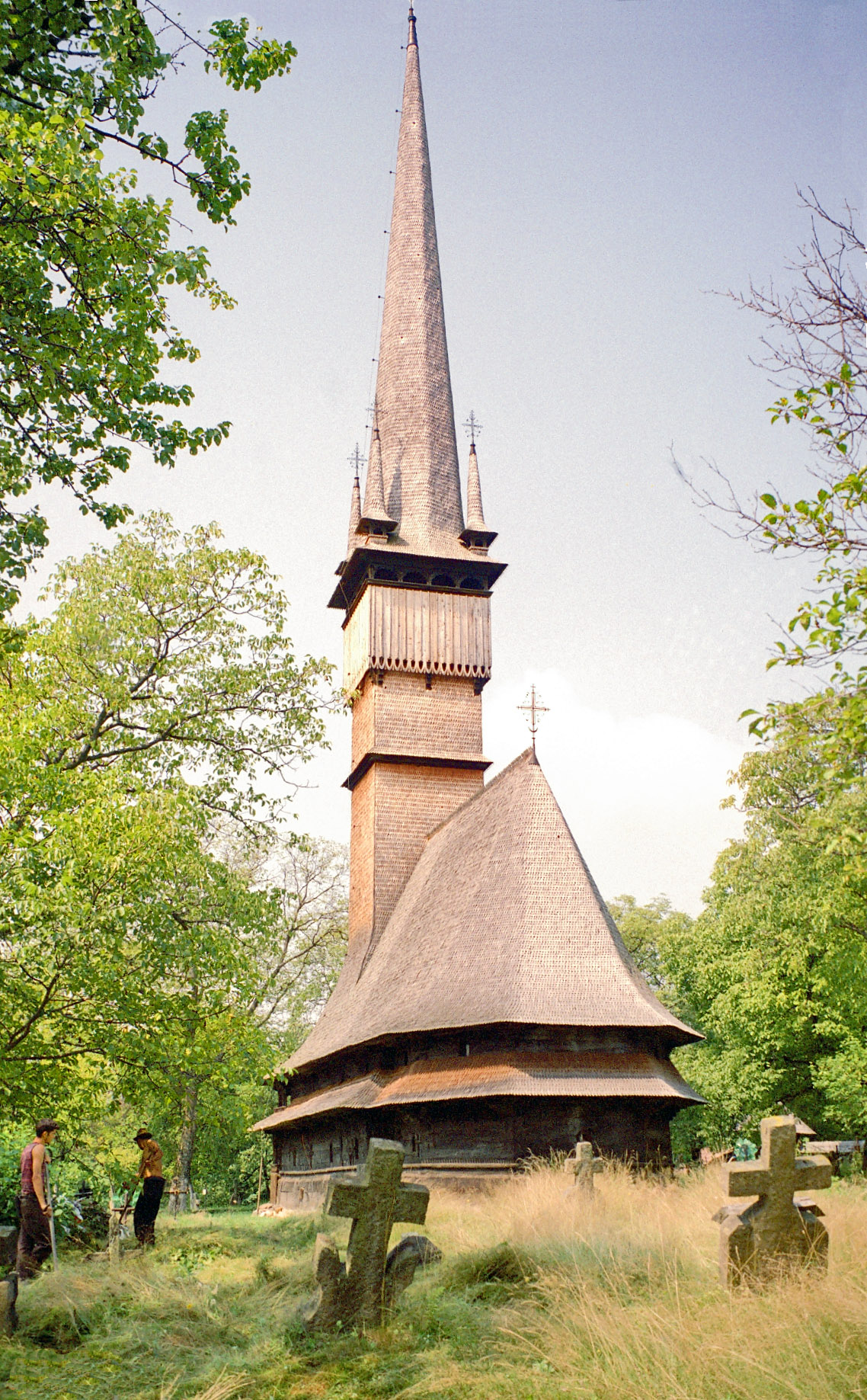
Dióshalom 1721-ben épült 54 méter magas tornyú fatemploma
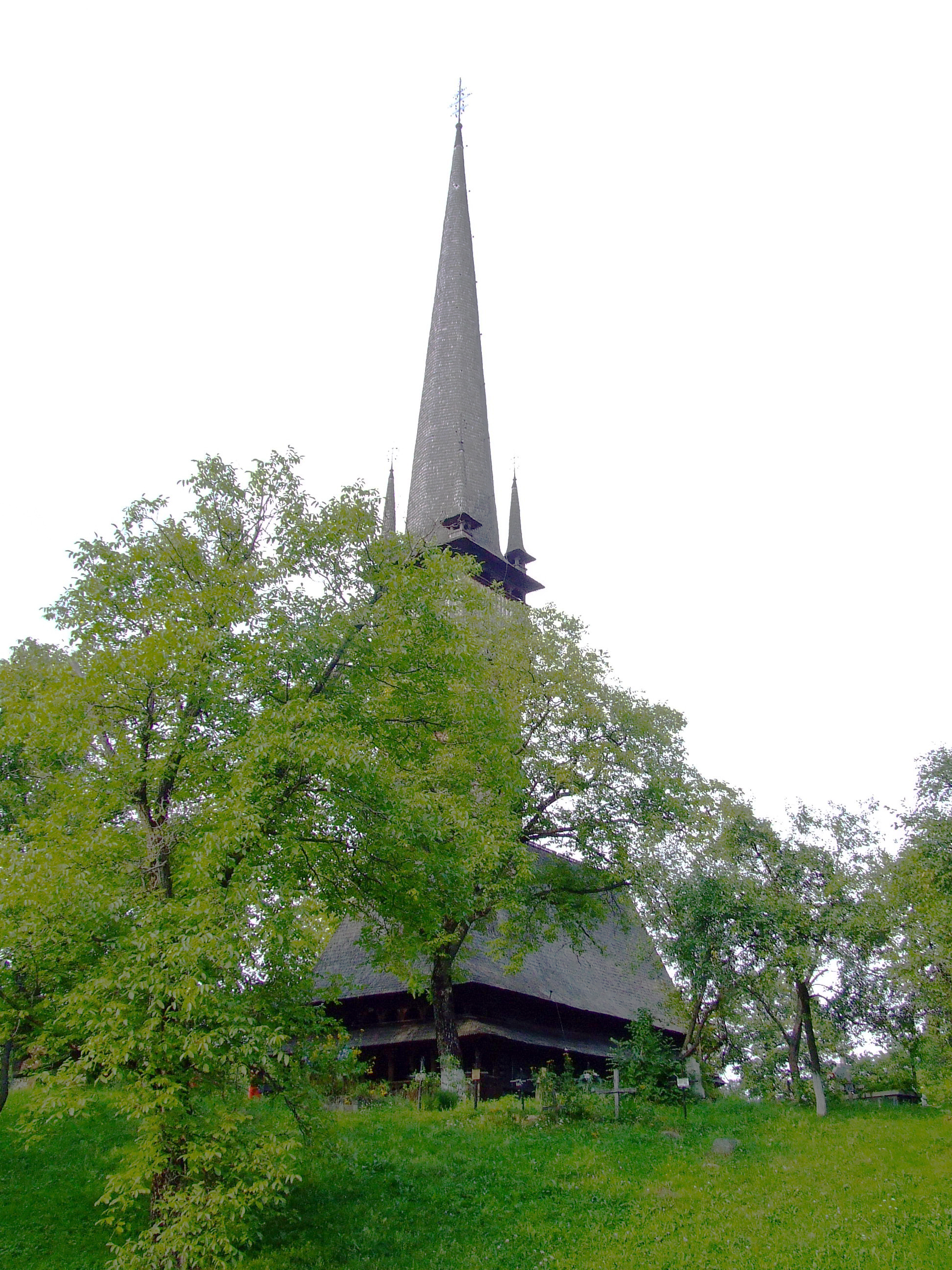
A fatemplom másik szögből
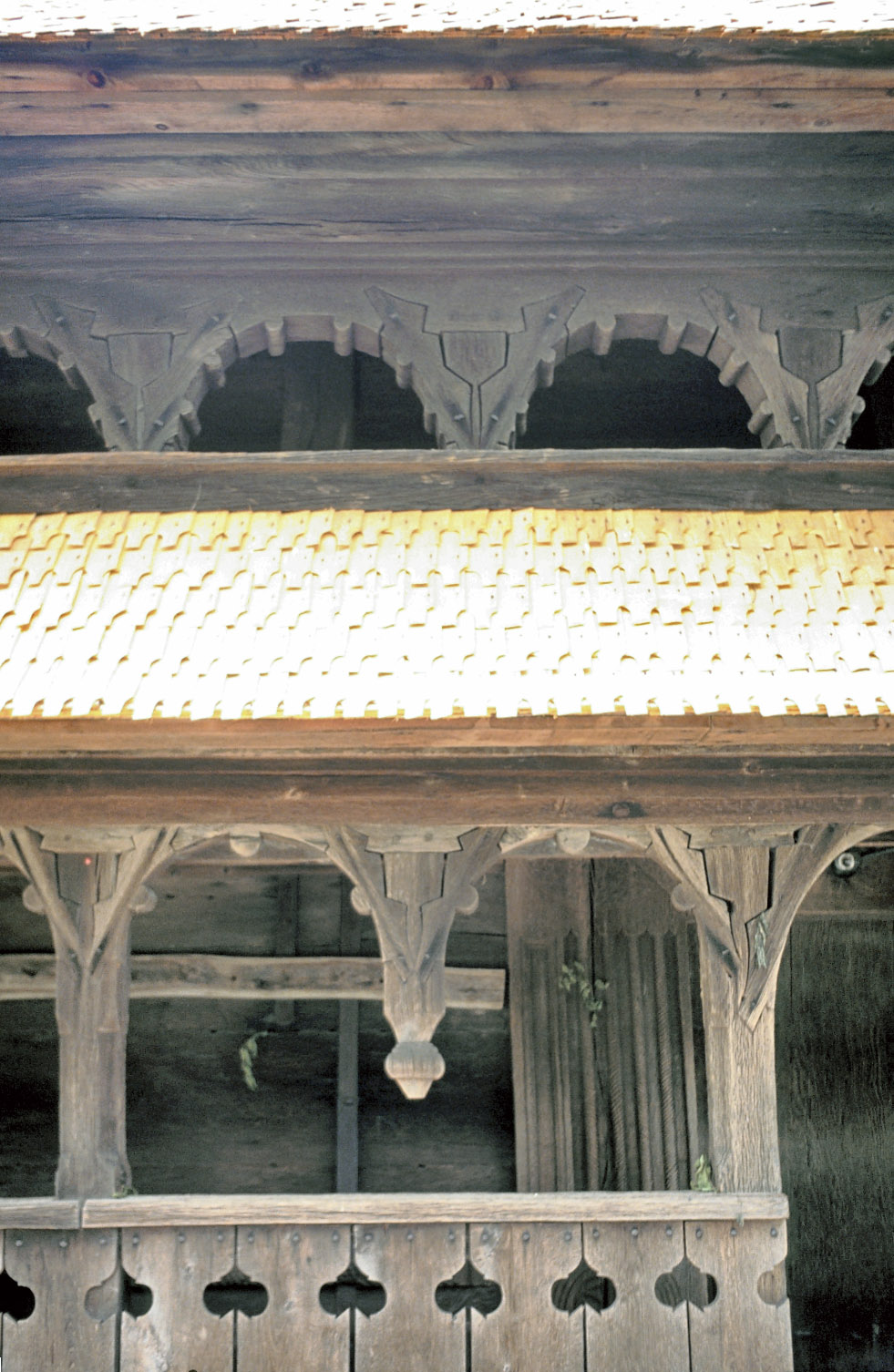
A templomi faragványok részlete
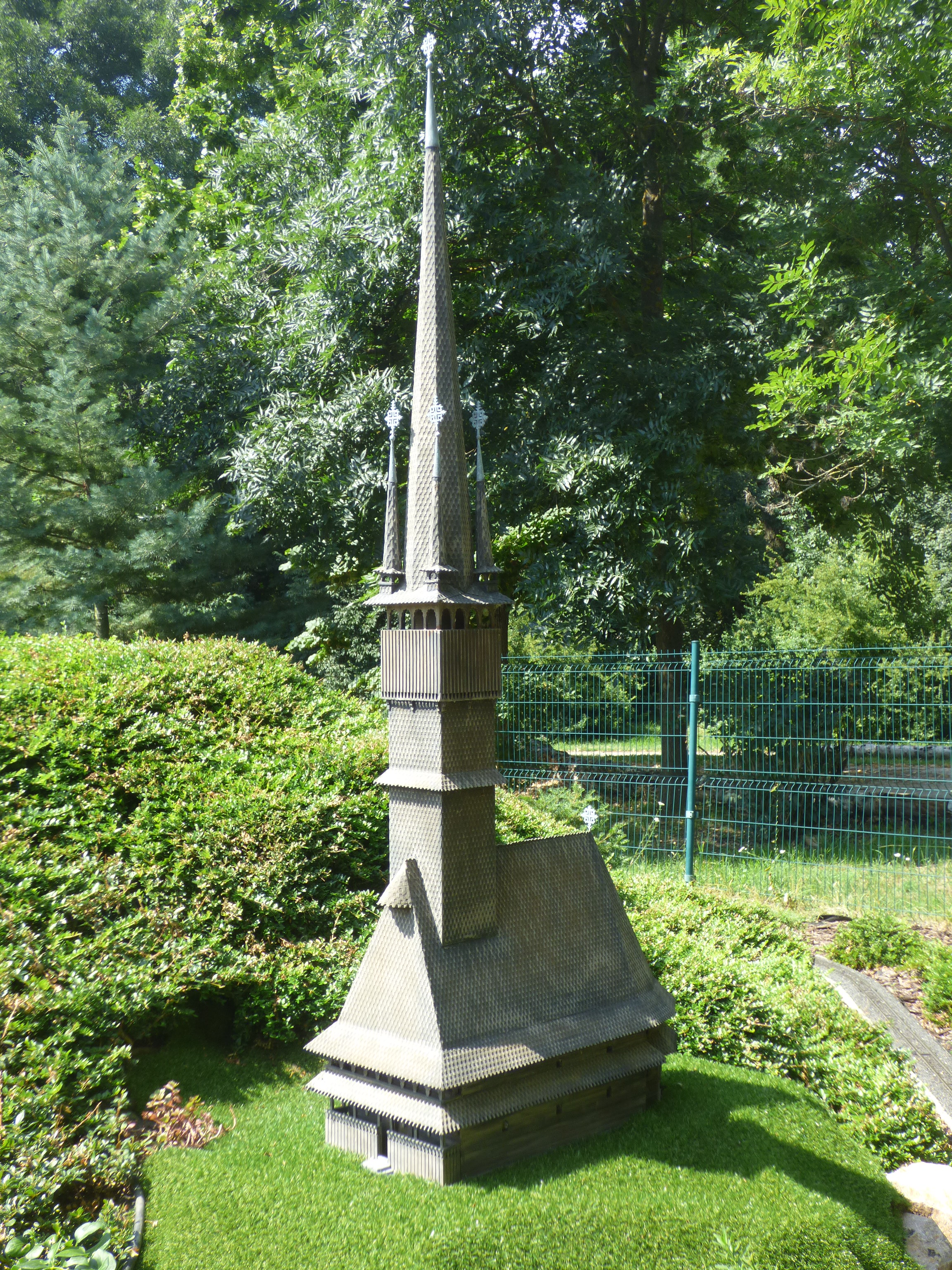
A dióshalmi fatemplom makettje a szarvasi Mini Magyarország Makettparkban